# إينا راما
إينا راما (بالألبانية: Ina Rama‏) (و. 1972  م) هي محامية، وقاضية ألبانية، ولدت في دراس.

## التعليم
تعلمت في جامعة تيرانا.